# Лагане з нутом (страва)
Лагане з нутом (італ. Lagane e cicciari або італ. lagane e cirici, італ. lagane e ceci) — це страва регіону Калабрія на південному сході материкової Італії. Вона складається з лагане (широкої пасти) з нутом, часником та олією.